# Корир, Уэсли
Уэсли Корир — кенийский марафонец.
В 2008 году окончил Луисвиллский университет и начал профессиональную карьеру. Первым его успехом, было четвёртое место на Чикагском марафоне с результатом 2:13.53. В 2009 году стал победителем Лос-Анджелесского марафона с результатом 2:08.24 и занял шестое место на Чикагском марафоне — 2:10.38. Стал двукратным победителем Лос-Анджелесского марафона в 2010 году, показал время 2:09.19. В 2011 году занял второе место на Чикагском марафоне, установив при этом личный рекорд — 2:06.15.